# Waidhaus
Waidhaus är en köping (Markt) i Landkreis Neustadt an der Waldnaab i Regierungsbezirk Oberpfalz i förbundslandet Bayern i Tyskland.  Waidhaus har cirka 2 100 invånare.

## Ortsteile
Waidhaus har 19 Ortsteile.
| - Berghaus - Birklohe - Frankenreuth - Grafenau - Hagendorf - Heilinghaus - Hörlmühle | - Kühmühle - Marxmühle - Naglerhof - Oberströbl - Ödkührieth - Papiermühle - Pfälzerhof | - Pfrentsch - Reichenau - Reinhardsrieth - Waidhaus - Zieglhütte |